# Förenad kraft
Förenad kraft, The United Force (TUF) är ett konservativt politiskt parti i Guyana, bildat 1960 av Peter S d'Aguiar.
Partiledare är Manzoor Nadir.
I valet 2006 fick man mindre än en procent av rösterna och är med sitt enda mandat parlamentets minsta politiska parti.